# Гамшик, Марек
Ма́рек Га́мшик (словац. Marek Hamšík; род. 27 июля 1987[…], Банска-Бистрица) — бывший словацкий футболист, капитан национальной сборной Словакии. Известен выступлениями за итальянский «Наполи». Лучший футболист Словакии 2009, 2010, 2013, 2014, 2015, 2016, 2017 и 2018 годов.
Первым профессиональным клубом Марека стал «Слован», он дебютировал в его составе уже в 16 лет, а через полгода после этого переехал в Италию. Гамшик провёл за «Брешиа» два полноценных сезона в Серии В. Во втором из них полузащитник ярко проявил себя и привлёк внимание скаутов многих европейских клубов. В итоге он перешёл в «Наполи», став на тот момент самым дорогим приобретением клуба после Диего Марадоны. Словак быстро стал одним из лидеров неаполитанцев, оставаясь в команде несмотря на множество предложений со стороны европейских топ-клубов. В 2013 году Гамшик стал капитаном «Наполи». В составе итальянского клуба он дважды выиграл Кубок Италии, один раз — Суперкубок Италии. За время в составе «Наполи» Мареку удалось стать рекордсменом по количеству проведённых игр за этот клуб. В 2019 году покинул команду и отправился в китайский «Далянь Профешнл». После двух лет в Китае, Гамшик непродолжительное время выступал за шведский «Гётеборг». В 2021 году он перешёл в «Трабзонспор», где провёл два полных сезона и в 2023 году завершил карьеру.
В 18 лет Гамшик дебютировал в сборной Словакии, вскоре стал игроком основы, а в 2009 году — капитаном команды. Именно он выводил на поле сборную в матчах чемпионата мира 2010 года. В составе сборной выступил и на Евро-2016, однако тогда капитаном команды был Мартин Шкртел. Гамшик является рекордсменом сборной Словакии по сыгранным матчам и забитым мячам.

## Ранние годы
Марек родился 27 июля 1987 года в чехословацком городе Банска-Бистрица в семье Рихарда Гамшика и его жены Ренаты. Родителям Марека на момент его рождения было всего по 18 лет. Рихард Гамшик был профессиональным футболистом и выступал за местную «Дуклу», Рената — гандболисткой, членом национальной сборной Чехословакии по гандболу. У Марека есть младшая сестра Михаэла, также гандболистка, вынужденно завершившая карьеру из-за проблем с сердцем.
Ещё до рождения дед купил Мареку бутсы. Когда ему исполнилось четыре года, отец привёл его в футбольный клуб «Юпи Подлавице». В пять лет Гамшик стал лучшим игроком детского турнира. Чаще всего Мареку приходилось играть с более старшими игроками, но даже среди них он сильно выделялся. Он регулярно признавался лучшим игроком и часто забивал. В 1997 году Марек вместе со своей командой выиграл турнир в Германии: его команда забила 18 голов и не пропустила ни одного, причём 6 голов было на счету Гамшика, который стал лучшим бомбардиром турнира. В 1998 году команда «Юпи» заняла 3-е место на турнире в Генуе. Осенью того же года Гамшик забил 16 голов в ворота команды из деревни Дольна Стрехова в матче чемпионата Банскобистрицкого края, и этот рекорд не побит до сих пор. В сезоне 1998/99 Марек в 38-и матчах записал на свой счёт 111 голов.
Выдающиеся способности Гамшика заинтересовали представителей пражской «Спарты». 14-летний Марек с лёгкостью прошёл тестирование. Переход мог состояться только в том случае, если хотя бы один родитель Марека работал в Праге, однако до установленной даты этого не произошло, и Гамшик так и не присоединился к чешскому клубу. Несколько недель спустя Марек всё-таки сменил клуб и перешёл в «Слован» из Братиславы.

## Клубная карьера

### «Слован»
В «Слован» Марек попал благодаря связям его дедушки. Он уверенно прошёл три просмотра, и главный тренер молодёжной команды «Слована» Игор Бобик взял его в команду. Однако, переход Гамшика был осложнён тем, что его бывшая команда «Юпи» стала просить у «Слована» деньги за его переход. В соответствии с законом, «Слован» был обязан заплатить компенсацию в размере 125 тысяч словацких крон, но клуб находился в тяжёлом финансовом положении, и компенсацию выплатил отец Марека. Он продал свою машину Škoda Felicia, занял деньги у друзей и заплатил бывшему клубу своего сына. 6 августа 2002 года после всех разбирательств Марек Гамшик официально присоединился к «Словану».
Первые дни в новом клубе проходили довольно тяжело. Мареку было всего 15 лет, и он оказался в чужом для себя городе, совершенно один. Однако Гамшик быстро освоился и уже через месяц своих выступлений получил вызов в юниорскую сборную Словакии. В составе «синих» он выиграл чемпионаты среди юниоров и молодёжи. До этого «Словану» удавалось подобное 14 лет назад, когда за их молодёжный состав играл Петер Дубовский.
24 июля 2004 года в возрасте 16-и лет и 362-х дней Марек Гамшик дебютировал за основной состав «Слована» в матче второго дивизиона Словакии против клуба «Земплин» из Михаловце. На дебютном матче Гамшика присутствовал даже президент Словакии Иван Гашпарович. А уже 7 августа Марек забил первый гол за свой клуб в матче с «Татраном».
Ещё в октябре 2003 года, выступая за юношескую сборную Словакии, Марек привлёк внимание представителя итальянской «Брешиа» Маурисио Микелли. Итальянцы пригласили к себе семью Гамшика и его тренера Юрая Венглоша и ознакомили их с домом, школой и тренировочной базой. Вскоре контракт был подписан. По контракту Гамшик становился игроком «Брешиа» летом 2005 года, когда ему исполнялось 18 лет. Однако в итальянском законодательстве произошли изменения, и Марек смог сразу перейти в свой новый клуб. Уже в ноябре Гамшик покинул родину и переехал в Италию. За игрока «Брешиа» заплатила всего 60 тысяч евро.

### «Брешиа»
В новом клубе Марек поначалу играл за юниорскую команду. Первое время итальянцы даже не знали, как правильно пишется его фамилия, но вскоре Гамшик стал одним из лучших игроков команды, и в газете «Corriere dello Sport» появилась статья о молодом полузащитнике.
20 марта 2005 года в матче Серии A с «Кьево» Марек Гамшик дебютировал за основной состав своего клуба. Словак, которому на тот момент было всего 17 лет и 236 дней, вышел на поле на 65-й минуте, но своему клубу помочь не смог, и «Брешиа» проиграла матч со счётом 1:3. Таким образом, Гамшик стал всего лишь третьим словаком, сыгравшим в Серии A, после Милоша Глонека и Вратислава Грешко. Этот матч стал единственным для Гамшика в его первом сезоне на взрослом уровне. «Брешиа» завершила чемпионат на предпоследнем месте и вылетела в Серию B.
В следующем сезоне Марек, сменивший свой номер на 17-й, стал намного чаще появляться в основе своей команды. 11 января 2006 года Марек забил свой первый гол за «Брешиа». Это произошло в ответном матче 1/8 финала Кубка Италии с «Миланом», который завершился поражением «Брешиа» со счётом 3:4. После этого матча «Брешиа» вылетела из розыгрыша Кубка. Чемпионат команда провела также неудачно и заняла лишь 10-е место. Всего в своём втором сезоне Марек сыграл в 28-и матчах (24 в Серии B и 4 в Кубке Италии), в которых забил 1 гол.
Свой третий сезон в Италии Марек начал в качестве игрока основы. 19 сентября 2006 года в матче с «Тревизо» Марек принёс победу своей команде, реализовав пенальти на шестой добавленной минуте матча. В ответном матче 1/8 Кубка Италии Марек вновь поразил ворота «Милана», но это не спасло его команду, которая проиграла обе встречи. В 16-м туре Серии B «Брешиа» сыграла вничью со счётом 1:1 со «Специей», и этот матч стал для словака 50-м в составе итальянского клуба. В ноябре скауты «Ливерпуля», московского ЦСКА и донецкого «Шахтёра» приезжали на матч «Брешиа» с «Мантовой» чтобы просмотреть в деле словацкого полузащитника. Вскоре к списку клубов интересующихся Гамшиком прибавились «Челси» и «Манчестер Юнайтед». «Брешиа» закончила чемпионат на 6-м месте и вновь не смогла вернуться в Серию A, после чего стало понятно, что в следующем сезоне Марек уйдёт на повышение. Летом к Мареку интерес проявлял только донецкий «Шахтёр» и «Наполи», вышедший в Серию A после шестилетнего кризиса. В итоге Марек подписал контракт с клубом из Неаполя сроком на 5 лет, сумма трансфера составила 5,5 миллиона евро. Свой последний гол за «Брешиа» Марек забил в матче 40-го тура с «Виченцой», а свой последний матч провёл в матче последнего 42-го тура с «Чезеной». Всего в составе «Брешиа» Гамшик провёл 74 матча, в которых забил 12 голов.

### «Наполи»
Марек, вновь взявший себе 17-й номер, стал вторым по стоимости футболистом в истории неаполитанского клуба после Диего Марадоны. За свой новый клуб Марек дебютировал 15 августа 2007 года в матче первого круга Кубка Италии с «Чезеной». Игра завершилась победой неаполитанцев со счётом 4:0, а сам Марек забил гол и отдал голевую передачу. Спустя несколько дней Марек дебютировал за «Наполи» и в матче Серии A. Дебют получился не самым удачным, так как «Наполи» на своём поле проиграл «Кальяри» со счётом 0:2. А уже 16 сентября в матче 3-го тура против «Сампдории» Марек забил свой первый гол в Серии A и принёс победу своему клубу. Уже после нескольких выступлений за новый клуб молодой словак вновь заинтересовал руководство «Манчестер Юнайтед», которое, по разным данным, готово было предложить за него от 16 до 18 миллионов евро. В начале 2008 года появились слухи о возможном переходе Марека в «Ювентус», однако генеральный менеджер «Наполи» Пьерпаоло Марино опроверг эту информацию. В Кубке Италии «Наполи» дошёл до стадии 1/8 финала, в которой был выбит римским «Лацио». Чтобы удержать словака в клубе, руководство клуба уже в апреле продлило контракт с Мареком до 2013 года. По новому контракту Гамшик стал получать 1 миллион евро в год, став одним из самых высокооплачиваемых игроков команды. Свой первый сезон в Серии A после возвращения «маленькие ослы» закончили на 8-м месте, которое позволило им попасть в Кубок Интертото. Сам Марек принял участие в 37-и матчах и забил 9 голов, проведя больше всех матчей и забив больше всех голов среди всех игроков клуба. В конце сезона руководство «Челси» было готово выложить за Гамшика более 20 миллионов евро, однако конкретных предложений так и не последовало.
В начале следующего сезона Марек, наконец, дебютировал в еврокубках. Это произошло 20 июля 2008 года в первом матче третьего круга Кубка Интертото с греческим «Паниониосом», который завершился минимальной победой итальянского клуба. А уже в ответном матче Марек забил свой первый гол на европейской арене, который оказался единственным в матче. Победа над греческим клубом позволила «Наполи» попасть в Кубок УЕФА. 14 августа в гостевом матче с албанским клубом «Влазния», который завершился победой неаполитанцев со счётом 3:0, Гамшик дебютировал и во втором по значимости европейском клубном турнире. Ровно через две недели в ответном матче, который завершился ещё более разгромной победой «Наполи» со счётом 5:0, Марек забил свой первый гол и в Кубке УЕФА. Эта победа стала самой крупной в истории клуба на европейской арене. Но уже в следующем раунде «Наполи» по сумме двух встреч уступил лиссабонской «Бенфике» и вылетел из розыгрыша кубка. В матче 7-го тура Серии A «Наполи» на своём поле переиграл «Ювентус». По ходу встречи неаполитанцы проигрывали 0:1, но благодаря голам Гамшика и Эсекьеля Лавесси сумели одержать волевую победу. После этого матча клуб из Неаполя возглавил турнирную таблицу впервые со времён, когда за клуб выступал Диего Марадона. В январе 2009 года ходили слухи о том, что миланский «Интер» был готов заплатить за словацкого игрока 40 миллионов евро, либо обменять его на Эстебана Камбьяссо и Хулио Рикардо Круса, однако никаких официальных подтверждений этому не было. Вскоре Гамшик был признан лучшим молодым игроком Италии прошедшего года. В голосовании он обошёл Марио Балотелли и Себастьяна Джовинко. Марек стал первым иностранцем, который получил эту награду. В матче 19-го тура с «Кьево» Марек получил красную карточку на 55-й минуте матча за разговоры с судьёй. За это удаление Итальянская федерация футбола дисквалифицировала словака на 2 матча и оштрафовала на 13 тысяч евро. В следующем месяце Марек занял второе место в опросе на звание лучшего футболиста Словакии 2008 года, уступив только Мартину Шкртелу. Вскоре мюнхенская «Бавария» проявила интерес к Мареку и его одноклубнику Эсекьелю Лавесси, но руководство «Наполи» заявило, что не станет продавать своих игроков. К лету вновь появились слухи о том, что «Интер» готов предложить за словака 12 миллионов фунтов стерлингов плюс гондурасского нападающего Давида Суасо, но конкретных предложений вновь не последовало. Такой интерес со стороны грандов европейского футбола был вызван стабильной игрой Гамшика в Серии A. Несмотря на то, что его клуб занял лишь 12-е место, сам Гамшик сыгравший в 32-х матчах забил 9 голов, вновь став лучшим бомбардиром команды.
Следующий сезон Гамшик и его команда провели без еврокубков, что позволило им сосредоточиться на играх чемпионата. Несмотря на это, старт сезона «Наполи» провёл не очень удачно, набрав в первых десяти матчах всего 15 очков, но в матче 11-го тура в Турине со счётом 3:2 была одержана важная победа над «Ювентусом». По ходу матча неаполитанцы проигрывали 2:0, но в последние 30 минут забили 3 мяча, 2 из которых оказались на счету словацкого полузащитника. После матча Гамшик сказал следующее:
Мы очень рады этой победе. В перерыве тренер говорил, что играем неплохо, и мы сумели перевернуть ход встречи в свою пользу во втором тайме. Наставник делает для команды очень много и прививает нам настоящий дух борьбы. Мы хотели выиграть этот матч... Мне нравится наша схема, но мы должны продолжать работать над собой. Сейчас необходимо оставаться на земле и думать о предстоящих поединках. Я посвящаю свои голы моей девушке, которая вскоре подарит мне сына
Сразу после матча появились сообщения о том, что скоро полузащитник перейдёт в состав туринского клуба. Однако сам Гамшик опроверг эту информацию, заявив, что хочет продолжать выступления за «Наполи» и добиться с клубом серьёзных успехов. Тогда же руководство «Челси» готовилось предложить за игрока 18 миллионов фунтов, но руководство итальянского клуба сразу отказалось от этого предложения. В декабре Марек вошёл в список кандидатов в сборную года по версии УЕФА. Он претендовал на позицию правого полузащитника наряду с такими футболистами как Криштиану Роналду, Деян Станкович, Милош Красич и Хесус Навас. Он также был включён в список самых перспективных игроков мира по версии журнала «France Football». К нему стали проявлять интерес два испанских гранда — мадридский «Реал» и «Барселона», а также «Манчестер Сити», главный тренер которых Роберто Манчини пытался получить Гамшика, когда ещё сам тренировал «Интер», а Марек выступал за «Брешиа». А вскоре Марек вновь стал нужен самому «Интеру». Президент «Наполи» Аурелио Де Лаурентис сказал, что он согласен на переговоры, если «Интер» предложит за словака более 40 миллионов евро. В начале марта Гамшик был признан лучшим футболистом Словакии, а 13 марта лауреат вышел на поле в матче с «Фиорентиной» с капитанской повязкой, став, таким образом, самым молодым капитаном «Наполи», выводившим команду на поле в официальных матчах. Капитанский дебют однако, получился неудачным и «Наполи» проиграл со счётом 1:3. 25 марта «Наполи» со счётом 3:1, во второй раз за сезон обыграл «Ювентус». Этот матч стал для Гамшика, который забил первый гол своей команды, сотым в Серии A, а состоявшийся уже через 3 дня матч с «Катанией» стал для словака сотым проведённым в Серии A в майке «Наполи». В итоге неаполитанский клуб в том сезоне занял 6-е место, завоевав право участвовать в четвёртом квалификационном раунде Лиги Европы. Сам Марек принял участие в 37-и матчах и забил 12 голов, в третий раз подряд став лучшим бомбардиром команды.
Перед стартом чемпионата мира Марек продлил контракт с клубом до 2015 года, несмотря на интерес со стороны «Манчестер Юнайтед». Но Марек дал понять всем, что он не собирается покидать Неаполь продлив контракт с клубом до 2015 года. В августе словак помог своей команде обыграть шведский «Эльфсборг» и пройти в групповой этап Лиги Европы. К концу года Мареком стал интересоваться питерский «Зенит», оценивший его в 30 миллионов евро, мюнхенская «Бавария», готовая отдать за него 35 миллионов евро и «Ливерпуль», предлагавший 12 миллионов фунтов. В то же время агент Марека Юрай Венглош опроверг слухи о том, что его клиент зимой перейдёт в «Манчестер Сити». Несмотря ни на что, Гамшик продолжал играть за «Наполи». В феврале неаполитанцы выбыли из розыгрыша Лиги Европы, когда на стадии 1/16 финала не смогли пройти «Вильярреал». Первый матч в Неаполе завершился нулевой ничьей, в ответном матче Марек забил гол уже на 18-й минуте матча, но до конца первого тайма Нилмар и Джузеппе Росси забили два гола, которые принесли испанцам победу со счётом 2:1 и выход в следующую стадию. Тогда же вновь появились слухи о возможном уходе Марека из клуба, и новыми претендентами стали «Барселона», готовая заплатить 30 миллионов евро, «Манчестер Юнайтед», рассматривающий Гамшика в качестве замены Полу Скоулзу, «Интер» и «Челси». Скауты «Челси» даже приезжали просмотреть Марека на матч 27-го тура Серии A с «Миланом», который завершился поражением «Наполи» со счётом 0:3 Вскоре агент игрока вновь опроверг все слухи о его возможном уходе, а Аурелио Де Лаурентис заявил, что никогда не продаст словака в другой клуб. В конце марта Марек во второй раз подряд был признан лучшим футболистом Словакии. Завершив выступления в Кубке Италии и Лиге Европы неаполитанцы сосредоточились на выступлениях в чемпионате. По итогам сезона «Наполи» занял третье место в чемпионате, которое позволило клубу впервые в истории попасть в Лигу чемпионов.
Летом Мареком всерьёз заинтересовался «Милан», оценивший его в 30 миллионов евро. Сам Марек признался, что хотел бы попробовать свои силы в таком большом клубе, однако покидать «Наполи» он не собирается. Слухи о возможном переходе настолько взбудоражили фанатов «Наполи», что вскоре самому Сильвио Берлускони пришлось пообещать им о том, что «Россонери» не будут покупать Гамшика. Чуть позже президент «Наполи» в одном из интервью дал понять, что не намерен расставаться с футболистом, сказав, что продаст Марека только за 100 миллионов евро.
14 сентября 2011 года в матче с «Манчестер Сити», который завершился ничьей со счётом 1:1, Марек дебютировал в Лиге чемпионов. Вскоре после матча появились слухи, которые отправляли словака в манчестерский клуб, на замену Карлосу Тевесу. А уже в следующем матче группового этапа с «Вильярреалом» Марек открыл счёт своим голам в самом престижном клубном европейском турнире. В последнем туре группового этапа Гамшик забил гол и был признан лучшим игроком матча с испанским клубом. «Наполи» одержал победу со счётом 2:0 и впервые в истории вышел плей-офф Лиги чемпионов. По итогам 2011 года Марек был включён в символическую сборную серии A и был кандидатом в сборную года по версии УЕФА, а в голосовании за звание лучшего футболиста Словакии Гамшик уступил Мартину Шкртелу, отстав от защитника «Ливерпуля» всего на 3 очка. В 1/8 финала Лиги чемпионов «Наполи» встретился с «Челси» и проиграл по сумме двух матчей, хотя был очень близок к успеху. К удачному дебюту в Лиге 20 мая был добавлен и первый за долгое время трофей — неаполитанцы выиграли Кубок Италии, обыграв в финале «Ювентус» (2:0), причём один из мячей забил Гамшик. После победы он, сдержав данное ранее обещание, сбрил ставший его фирменным знаком ирокез. Впечатление от удачного сезона испортило разве что среднее выступление в Серии А, где «Наполи» занял только 5-е место. В марте Марек вновь продлил контракт с клубом — на этот раз до 2016 года.
Сезон 2012/13 начался для Гамшика c редкого в его карьере удаления, причём словак получил прямую красную карточку. Это не помешало «Наполи» выиграть матч у АИК, но привело к 2-матчевой дисквалификации Марека в Лиге Европы. В Серии А полузащитник выдал настолько сильный старт, что после первого круга назвал его «лучшим в карьере». На счету Гамшика было 7 мячей и 8 результативных передач по окончании первой половины сезона. Второй круг Марек провёл скромнее, но всё равно с 14-ю передачами возглавил список лучших ассистентов лиги. «Наполи» занял 2-е место и получил право вернуться в Лигу чемпионов на следующий сезон. В мае футболист в очередной раз объявил о том, что не собирается покинуть клуб. При этом он также вспомнил, что несколько лет назад был очень близок к переходу в «Милан», но Де Лаурентис и Маццарри, отговорили его от этого шага.
В мае 2013 года «Наполи» провёл активную трансферную кампанию, а на роль тренера пригласил Рафаэля Бенитеса. Испанец лестно отзывался о Гамшике, футболист продлил контракт до 2018 года и после ухода Паоло Каннаваро получил капитанскую повязку . Бенитес нашёл для Марека новое место на поле — под нападающими. Это решение вызвало критику. Так Джино Кориони, президент «Брешиа», в которой полузащитник начинал итальянский этап карьеры, заявил, что Бенитес «ограничивает талант Гамшика». Проблемы обострились после травмы, из-за которой словак пропустил конец 2013 года. За время его отсутствия успели проявить себя Мертенс и Пандев. Место Гамшика в основном составе, неоспоримое в прошлые годы, было уже не столь очевидным. Он закончил сезон с 7-ю голами и 6-ю голевыми передачами, явно уступая и результативностью, и качеством игры себе в предыдущих сезонах. Не удалось выйти на новый уровень и «Наполи». Несмотря на победу в Кубке Италии, команда не только не смогла навязать «Ювентусу» ожидаемой борьбы за чемпионство, но не заняла даже второго места, пропустив вперёд «Рому», а в Лиге чемпионов не вышла из группы. На этом фоне возникла новая волна слухов об уходе Марека из «Наполи», называлась даже конкретная сумма (40 миллионов долларов), за которую неаполитанцы готовы были продать игрока (Де Лаурентис опроверг эту информацию). Полузащитнику вновь пришлось через прессу заявлять о своей верности «Наполи».

### «Далянь Про»
В начале февраля 2019 года Марек Гамшик перешёл в китайский клуб «Далянь Про». Сумма трансфера составила 15 миллионов евро, также сообщается, что игрок получит 27 миллионов евро за несколько лет.

### «Гётеборг»
8 марта 2021 года подписал контракт в качестве свободного агента со шведским клубом «Гётеборг». После разрыва контракта с предыдущим клубом «Далянь Про» он вернулся в Европу, чтобы получить игровую практику к Евро-2020. Затем он обратился в Аллсвенскан, где трансферное окно всё ещё было открыто. Он подписал контракт с «Гётеборгом» до 30 августа 2021 года.

### «Трабзонспор»
После года в Швеции Гамшик перешёл в турецкий «Трабзонспор». В 2023 году завершил карьеру.

## Карьера в сборной
В 2003 году Марек Гамшик был вызван в юношескую сборную Словакии, для футболистов не старше 17-и лет для участия в матчах отборочного турнира к чемпионату Европы 2004 года. В первом квалификационном раунде, все матчи которого прошли в Словакии, Гамшик и его товарищи заняли 2-е место в группе после Греции, обойдя сборные Латвии и Фарерских островов. Гамшик забил один гол в ворота Фарерских островов и отличился двумя голами в ворота Латвии. Во втором квалификационном раунде, который прошёл в марте 2004 года, словаки попали в одну группу с немцами, датчанами и украинцами. Все матчи этого раунда проходили в Германии. Уступив в первых двух матчах немцам и датчанам, словаки обыграли в последнем матче украинцев, которые заняли первое место, однако даже эта победа не помогла словакам, которые заняли последнее место в своей группе и не попали в финальный этап, проходивший во Франции. Всего на счету Марека 6 матчей и 3 забитых гола в составе сборной Словакии (до 17-и лет).
В следующем году 17-летний Гамшик был вызван в юношескую сборную Словакии (до 19 лет). Словаки вновь принимали участие в отборочном турнире к чемпионату Европы 2005 года. Пройдя первый квалификационный раунд, они вновь не смогли преодолеть второй и не попали на европейское первенство. В середине 2006 года Марек сыграл 2 матча за молодёжную сборную Словакии в отборочном турнире к чемпионату Европы 2007 года. После этого в «молодёжку» он уже больше не призывался.
В начале 2007 года главный тренер национальной сборной Словакии Ян Коцян, находясь под впечатлением от выступлений Марека за «Брешиа», вызвал его в состав главной команды страны. 7 февраля 2007 года в испанском городе Херес-де-ла-Фронтера в товарищеском матче со сборной Польши состоялся дебют Марека Гамшика за национальную сборную. Он вышел на поле на 81-й минуте при счёте 2:2, который и был зафиксирован на табло после финального свистка. 13 октября того же года Марек записал на свой счёт первый гол за сборную, и это случилось в матче отборочного турнира чемпионата Европы 2008 года со сборной Сан-Марино. Марек открыл счёт в матче, который в итоге завершился со счётом 7:0. Тот отборочный цикл, в котором Марек провёл 6 матчей и забил 2 гола, оказался для словаков не самым удачным и они заняли лишь четвёртое место в группе D, которое не позволило им выйти в финальную стадию чемпионата Европы.
В 2008 году стартовал отбор к чемпионату мира 2010 года. В первом же матче со сборной Северной Ирландии Гамшик забил гол, который принёс словакам победу. В начале февраля 2009 года сборная Словакии отправилась на ежегодный Кубок Кипрской футбольной ассоциации. Проиграв первый матч сборной Украины, в матче за третье место словаки должны были сыграть с хозяевами турнира. И хотя киприоты оказались сильнее, именно в этом матче Марек Гамшик впервые надел капитанскую повязку в матче сборной. В течение всего года словаки уверенно выступали в отборочном цикле чемпионата мира и, победив в последнем туре поляков, заняли первое место в группе и впервые в истории попали в финальную стадию «мундиаля». Начиная с матча с Польшей, Марек стал новым капитаном своей сборной.
Владимир Вайсс включил Гамшика в предварительный состав сборной на чемпионат мира, а 1 июня Марек был включён в окончательную заявку. Жеребьёвка определила словаков в группу F вместе с действующими чемпионами мира итальянцами, парагвайцами и новозеландцами. В первом матче со сборной Новой Зеландии Гамшик вывел свою сборную на поле с капитанской повязкой. Словаки повели в счёте на 50-й минуте благодаря голу Роберта Виттека, но на третьей минуте добавленного времени Уинстон Рид сравнял счёт. На момент этого матча Мареку было всего 22 года и 323 дня, и он благодаря этому стал четвёртым в списке самых молодых капитанов, игравших на чемпионатах мира. Во втором матче со сборной Парагвая словацкая сборная проиграла со счётом 0:2. После этого матча словаки с одним очком занимали последнее место в группе, однако в последнем матче группового этапа неожиданно обыграли действующих чемпионов мира — итальянцев — со счётом 3:2 и выбили их из дальнейшего розыгрыша. Эта победа позволила Словакии занять второе место в группе и выйти в 1/8 финала чемпионата мира, где подопечные Вайсса попали на сборную Нидерландов. Повторить достижение прошлого матча словакам не удалось, и они уступили будущим финалистам мундиаля со счётом 1:2, после чего покинули главный футбольный турнир.
По окончании чемпионата мира начался отборочный турнир к чемпионату Европы 2012 года. Начав с победы над македонцами, во втором матче отбора словаки нанесли поражение сборной России на её поле в Москве со счётом 1:0. Однако, за весь последующий отбор словаки смогли победить лишь сборную Андорры, а во всех остальных матчах они либо сыграли вничью, либо проиграли. В итоге, набрав 15 очков, словаки заняли четвёртое место в своей группе, которое не позволило им выйти даже в стыковые матчи. Сам Марек отыграл во всех десяти матчах отбора без замен.

## Игровые качества
Гамшик является одним из самых талантливых футболистов Словакии за последние годы. Он предпочитал действовать на позиции левого полузащитника, но часто смещался в центр. После прихода в «Наполи» Рафаэля Бенитеса Гамшик чаще играл под нападающими. Бывший главный тренер «Наполи» Эди Рея назвал его «помесью Джеррарда с Лэмпардом». Марек обладал блестящим пасом, он прекрасно контролировал мяч и в любой момент мог взять инициативу в свои руки.
Гамшику нравилась игра полузащитников, которые забивают много голов (таких, как Джеррард, Лэмпард и Зидан). Но настоящим примером для подражания для Марека всегда был Павел Недвед. Сам Павел также не скрывает, что ему импонирует игра словака, в одном из интервью он заявил:
У него есть все задатки, чтобы превзойти меня. Про него напишут немало книг. В своём возрасте Марек уже превосходит меня, уверен, что он подтвердит правоту моих слов в ближайшие годы
Несмотря на свои выступления, сам Гамшик признался, что не считает себя игроком мирового класса, но собирается им стать:
Мне по-прежнему надо много работать, чтобы стать футболистом мирового класса. С Криштиану Роналду и Месси мы определённо находимся в разных лигах. И всё же в последнее время в моей игре больше хороших моментов, чем плохих. Что касается критики в мой адрес, то в Неаполе тебя считают хорошим игроком, только если ты забиваешь мячи. Остальная работа мало кому интересна

## Личная жизнь
Девушку Марека зовут Мартина Франова. С ней он познакомился, когда ему было 13 лет. Мартина играла в гандбол вместе с сестрой Марека. В 15 лет Марек отправился в Братиславу, а затем уехал в Италию, и они долгое время не виделись, но вскоре Мартина переехала в Италию.
15 января 2010 года Мартина с помощью кесарева сечения родила сына весом 3340 граммов и ростом 50 см, которого назвали Кристианом. 5 января 2012 года у Марека и Мартины родился второй сын, названный Лукасом.
Сестра Марека Михаэла 27 декабря 2010 года вышла замуж за другого игрока «Наполи» Вальтера Гаргано. У пары есть сын, который родился за полгода до свадьбы.
В период выступлений за «Наполи» Марек вместе со своей девушкой и сыновьями проживал в четырёхкомнатной квартире в Кастэль-Вольтурно, в 30 км севернее Неаполя. У него есть скутер Aprilia, окрашенный в цвета «Наполи». В декабре 2008 года он приобрёл себе BMW X6, а родителям купил новый дом. Тогда же преступники украли у Гамшика его часы Rolex стоимостью в 25 тысяч фунтов, когда он стоял в пробке. Часы попали к болельщикам клуба, которые вернули их Мареку. А через несколько месяцев двое неизвестных ограбили дом деда Марека, однако вскоре злоумышленники были пойманы полицией.
У Марека слабая близорукость, и хотя на различных мероприятиях он появляется в очках, во время матчей он не надевает линз. В начале 2010 года в прессе появились фотографии Марека вместе со скрывающимся от полиции мафиози — доном Доменико Пагано. Вскоре отец футболиста заявил, что его сын никак не связан с итальянской мафией. На теле Марека есть несколько татуировок: в частности, татуировка с именем его сына Кристиана и татуировка с датой «14 октября 2009 года» (день, когда сборная Словакии попала на чемпионат мира). Иероглифы на шее словака в переводе с японского означают «страсть».
Своей оригинальной причёской Марек обзавёлся ещё в детстве и считает свои поднятые вверх волосы своеобразным ритуалом.
С детства Марек болеет за «Манчестер Юнайтед», а своим кумиром считает Павла Недведа. В ноябре 2010 года Гамшик вместе с Недведом представил книгу о своей жизни и карьере. Биография под авторством Ивора Леготяна получила название «Самый молодой капитан Марек Гамшик». 160-страничная книга была напечатана на родине футболиста тиражом в 5 тысяч экземпляров. Затем книга была выпущена и на итальянском языке.
Марек является лицом рекламной кампании Nike в Словакии.

## Статистика выступлений

### Клубная
| Выступление      | Выступление         | Выступление      | Чемпионат | Чемпионат | Кубок | Кубок | Еврокубки | Еврокубки | Прочее | Прочее | Итого | Итого |
| Клуб             | Лига                | Сезон            | Игры      | Голы      | Игры  | Голы  | Игры      | Голы      | Игры   | Голы   | Игры  | Голы  |
| ---------------- | ------------------- | ---------------- | --------- | --------- | ----- | ----- | --------- | --------- | ------ | ------ | ----- | ----- |
| Слован           | Первая лига         | 2004/05          | 6         | 1         | 0     | 0     | —         | —         | —      | —      | 6     | 1     |
| Слован           | Итого               | Итого            | 6         | 1         | 0     | 0     | —         | —         | —      | —      | 6     | 1     |
| Брешиа           | Серия А             | 2004/05          | 1         | 0         | 0     | 0     | —         | —         | —      | —      | 1     | 0     |
| Брешиа           | Серия B             | 2005/06          | 24        | 0         | 4     | 1     | —         | —         | —      | —      | 28    | 1     |
| Брешиа           | Серия B             | 2006/07          | 40        | 10        | 5     | 1     | —         | —         | —      | —      | 45    | 11    |
| Брешиа           | Итого               | Итого            | 65        | 10        | 9     | 2     | —         | —         | —      | —      | 74    | 12    |
| Наполи           | Серия А             | 2007/08          | 37        | 9         | 3     | 1     | —         | —         | —      | —      | 40    | 10    |
| Наполи           | Серия А             | 2008/09          | 32        | 9         | 2     | 1     | 6         | 2         | —      | —      | 40    | 12    |
| Наполи           | Серия А             | 2009/10          | 37        | 12        | 2     | 0     | —         | —         | —      | —      | 39    | 12    |
| Наполи           | Серия А             | 2010/11          | 37        | 11        | 2     | 0     | 10        | 2         | —      | —      | 49    | 13    |
| Наполи           | Серия А             | 2011/12          | 37        | 9         | 5     | 1     | 8         | 2         | —      | —      | 50    | 12    |
| Наполи           | Серия А             | 2012/13          | 38        | 11        | 1     | 0     | 4         | 0         | 1      | 0      | 44    | 11    |
| Наполи           | Серия А             | 2013/14          | 28        | 7         | 5     | 0     | 8         | 0         | —      | —      | 41    | 7     |
| Наполи           | Серия А             | 2014/15          | 35        | 7         | 4     | 1     | 14        | 5         | 1      | 0      | 54    | 13    |
| Наполи           | Серия А             | 2015/16          | 38        | 6         | 2     | 0     | 6         | 2         | —      | —      | 46    | 8     |
| Наполи           | Серия А             | 2016/17          | 38        | 12        | 3     | 1     | 8         | 2         | —      | —      | 49    | 15    |
| Наполи           | Серия А             | 2017/18          | 38        | 7         | 1     | 0     | 10        | 0         | —      | —      | 49    | 7     |
| Наполи           | Серия А             | 2018/19          | 13        | 0         | 0     | 0     | 6         | 1         | —      | —      | 19    | 1     |
| Наполи           | Итого               | Итого            | 408       | 100       | 30    | 5     | 80        | 16        | 2      | 0      | 520   | 121   |
| Далянь Профешнл  | Китайская Суперлига | 2019             | 28        | 2         | 3     | 1     | —         | —         | —      | —      | 31    | 3     |
| Далянь Профешнл  | Китайская Суперлига | 2020             | 14        | 2         | 0     | 0     | —         | —         | —      | —      | 14    | 2     |
| Далянь Профешнл  | Итого               | Итого            | 42        | 4         | 3     | 1     | —         | —         | —      | —      | 45    | 5     |
| Гётеборг         | Аллсвенскан         | 2021             | 0         | 0         | 0     | 0     | —         | —         | —      | —      | 0     | 0     |
| Гётеборг         | Итого               | Итого            | 0         | 0         | 0     | 0     | —         | —         | —      | —      | 0     | 0     |
| Всего за карьеру | Всего за карьеру    | Всего за карьеру | 521       | 115       | 42    | 8     | 80        | 16        | 2      | 0      | 645   | 139   |

### Статистика за сборную
| Сборная  | Год   | Матчи | Голы |
| -------- | ----- | ----- | ---- |
| Словакия | 2007  | 9     | 2    |
| Словакия | 2008  | 9     | 3    |
| Словакия | 2009  | 11    | 3    |
| Словакия | 2010  | 13    | 0    |
| Словакия | 2011  | 9     | 0    |
| Словакия | 2012  | 9     | 2    |
| Словакия | 2013  | 8     | 1    |
| Словакия | 2014  | 7     | 3    |
| Словакия | 2015  | 8     | 3    |
| Словакия | 2016  | 12    | 3    |
| Словакия | 2017  | 8     | 1    |
| Словакия | 2018  | 8     | 1    |
| Словакия | 2019  | 9     | 3    |
| Словакия | 2020  | 6     | 1    |
| Всего    | Всего | 126   | 26   |

### Список матчей за сборную
| Матчи Марека Гамшика за сборную Словакии | Матчи Марека Гамшика за сборную Словакии | Матчи Марека Гамшика за сборную Словакии | Матчи Марека Гамшика за сборную Словакии | Матчи Марека Гамшика за сборную Словакии | Матчи Марека Гамшика за сборную Словакии | Матчи Марека Гамшика за сборную Словакии |
| №                                        | Дата                                     | Место проведения                         | Соперник                                 | Счёт                                     | Голы                                     | Турнир                                   |
| ---------------------------------------- | ---------------------------------------- | ---------------------------------------- | ---------------------------------------- | ---------------------------------------- | ---------------------------------------- | ---------------------------------------- |
| 1                                        | 7 февраля 2007                           | Херес-де-ла-Фронтера                     | Польша                                   | 2:2                                      | -                                        | Товарищеский матч                        |
| 2                                        | 6 июня 2007                              | Гамбург                                  | Германия                                 | 1:2                                      | -                                        | Отборочный матч к ЧЕ-2008                |
| 3                                        | 22 августа 2007                          | Трнава                                   | Франция                                  | 0:1                                      | -                                        | Товарищеский матч                        |
| 4                                        | 8 сентября 2007                          | Братислава                               | Ирландия                                 | 2:2                                      | -                                        | Отборочный матч к ЧЕ-2008                |
| 5                                        | 12 сентября 2007                         | Трнава                                   | Уэльс                                    | 2:5                                      | -                                        | Отборочный матч к ЧЕ-2008                |
| 6                                        | 13 октября 2007                          | Дубница-над-Вагом                        | Сан-Марино                               | 7:0                                      | 1                                        | Отборочный матч к ЧЕ-2008                |
| 7                                        | 16 октября 2007                          | Риека                                    | Хорватия                                 | 0:3                                      | -                                        | Товарищеский матч                        |
| 8                                        | 17 ноября 2007                           | Прага                                    | Чехия                                    | 1:3                                      | -                                        | Отборочный матч к ЧЕ-2008                |
| 9                                        | 21 ноября 2007                           | Серравалле                               | Сан-Марино                               | 5:0                                      | 1                                        | Отборочный матч к ЧЕ-2008                |
| 10                                       | 6 февраля 2008                           | Лимасол                                  | Венгрия                                  | 1:1                                      | -                                        | Товарищеский матч                        |
| 11                                       | 26 марта 2008                            | Злате Моравце                            | Исландия                                 | 1:2                                      | -                                        | Товарищеский матч                        |
| 12                                       | 20 мая 2008                              | Билефельд                                | Турция                                   | 0:1                                      | -                                        | Товарищеский матч                        |
| 13                                       | 24 мая 2008                              | Лугано                                   | Швейцария                                | 0:2                                      | -                                        | Товарищеский матч                        |
| 14                                       | 20 августа 2008                          | Братислава                               | Греция                                   | 0:2                                      | -                                        | Товарищеский матч                        |
| 15                                       | 6 сентября 2008                          | Братислава                               | Северная Ирландия                        | 2:1                                      | 1                                        | Отборочный матч к ЧМ-2010                |
| 16                                       | 10 сентября 2008                         | Марибор                                  | Словения                                 | 1:2                                      | -                                        | Отборочный матч к ЧМ-2010                |
| 17                                       | 15 октября 2008                          | Братислава                               | Польша                                   | 2:1                                      | -                                        | Отборочный матч к ЧМ-2010                |
| 18                                       | 19 ноября 2008                           | Жилина                                   | Лихтенштейн                              | 4:0                                      | 2                                        | Товарищеский матч                        |
| 19                                       | 10 февраля 2009                          | Лимасол                                  | Украина                                  | 2:3                                      | 1                                        | Товарищеский матч                        |
| 20                                       | 11 февраля 2009                          | Никосия                                  | Кипр                                     | 2:3                                      | -                                        | Товарищеский матч                        |
| 21                                       | 28 марта 2009                            | Лондон                                   | Англия                                   | 0:4                                      | -                                        | Товарищеский матч                        |
| 22                                       | 1 апреля 2009                            | Прага                                    | Чехия                                    | 2:1                                      | -                                        | Отборочный матч к ЧМ-2010                |
| 23                                       | 6 июня 2009                              | Братислава                               | Сан-Марино                               | 7:0                                      | -                                        | Отборочный матч к ЧМ-2010                |
| 24                                       | 12 августа 2009                          | Рейкьявик                                | Исландия                                 | 1:1                                      | -                                        | Товарищеский матч                        |
| 25                                       | 5 сентября 2009                          | Братислава                               | Чехия                                    | 2:2                                      | 1                                        | Отборочный матч к ЧМ-2010                |
| 26                                       | 10 октября 2009                          | Братислава                               | Словения                                 | 0:2                                      | -                                        | Отборочный матч к ЧМ-2010                |
| 27                                       | 14 октября 2009                          | Хожув                                    | Польша                                   | 1:0                                      | -                                        | Отборочный матч к ЧМ-2010                |
| 28                                       | 14 ноября 2009                           | Братислава                               | США                                      | 1:0                                      | 1                                        | Товарищеский матч                        |
| 29                                       | 17 ноября 2009                           | Жилина                                   | Чили                                     | 1:2                                      | -                                        | Товарищеский матч                        |
| 30                                       | 3 марта 2010                             | Жилина                                   | Норвегия                                 | 0:1                                      | -                                        | Товарищеский матч                        |
| 31                                       | 29 мая 2010                              | Клагенфурт                               | Камерун                                  | 1:1                                      | -                                        | Товарищеский матч                        |
| 32                                       | 5 июня 2010                              | Братислава                               | Коста-Рика                               | 3:0                                      | -                                        | Товарищеский матч                        |
| 33                                       | 15 июня 2010                             | Рюстенбург                               | Новая Зеландия                           | 1:1                                      | -                                        | ЧМ-2010. Групповой этап                  |
| 34                                       | 20 июня 2010                             | Блумфонтейн                              | Парагвай                                 | 0:2                                      | -                                        | ЧМ-2010. Групповой этап                  |
| 35                                       | 24 июня 2010                             | Йоханнесбург                             | Италия                                   | 3:2                                      | -                                        | ЧМ-2010. Групповой этап                  |
| 36                                       | 28 июня 2010                             | Дурбан                                   | Нидерланды                               | 1:2                                      | -                                        | ЧМ-2010. 1/8 финала                      |
| 37                                       | 11 августа 2010                          | Братислава                               | Хорватия                                 | 1:1                                      | -                                        | Товарищеский матч                        |
| 38                                       | 3 сентября 2010                          | Братислава                               | Македония                                | 1:0                                      | -                                        | Отборочный матч к ЧЕ-2012                |
| 39                                       | 7 сентября 2010                          | Москва                                   | Россия                                   | 1:0                                      | -                                        | Отборочный матч к ЧЕ-2012                |
| 40                                       | 8 октября 2010                           | Ереван                                   | Армения                                  | 1:3                                      | -                                        | Отборочный матч к ЧЕ-2012                |
| 41                                       | 12 октября 2010                          | Жилина                                   | Ирландия                                 | 1:1                                      | -                                        | Отборочный матч к ЧЕ-2012                |
| 42                                       | 17 ноября 2010                           | Братислава                               | Босния и Герцеговина                     | 2:3                                      | -                                        | Товарищеский матч                        |
| 43                                       | 9 февраля 2011                           | Люксембург                               | Люксембург                               | 1:2                                      | -                                        | Товарищеский матч                        |
| 44                                       | 26 марта 2011                            | Андорра-ла-Велья                         | Андорра                                  | 1:0                                      | -                                        | Отборочный матч к ЧЕ-2012                |
| 45                                       | 29 марта 2011                            | Трнава                                   | Дания                                    | 1:2                                      | -                                        | Товарищеский матч                        |
| 46                                       | 4 июня 2011                              | Братислава                               | Андорра                                  | 1:0                                      | -                                        | Отборочный матч к ЧЕ-2012                |
| 47                                       | 10 августа 2011                          | Клагенфурт                               | Австрия                                  | 2:1                                      | -                                        | Товарищеский матч                        |
| 48                                       | 2 сентября 2011                          | Дублин                                   | Ирландия                                 | 0:0                                      | -                                        | Отборочный матч к ЧЕ-2012                |
| 49                                       | 6 сентября 2011                          | Жилина                                   | Армения                                  | 0:4                                      | -                                        | Отборочный матч к ЧЕ-2012                |
| 50                                       | 7 октября 2011                           | Жилина                                   | Россия                                   | 0:1                                      | -                                        | Отборочный матч к ЧЕ-2012                |
| 51                                       | 11 октября 2011                          | Скопье                                   | Македония                                | 1:1                                      | -                                        | Отборочный матч к ЧЕ-2012                |
| 52                                       | 29 февраля 2012                          | Бурса                                    | Турция                                   | 2:1                                      | -                                        | Товарищеский матч                        |
| 53                                       | 26 мая 2012                              | Клагенфурт                               | Польша                                   | 0:1                                      | -                                        | Товарищеский матч                        |
| 54                                       | 30 мая 2012                              | Роттердам                                | Нидерланды                               | 0:2                                      | -                                        | Товарищеский матч                        |
| 55                                       | 15 августа 2012                          | Оденсе                                   | Дания                                    | 3:1                                      | 1                                        | Товарищеский матч                        |
| 56                                       | 7 сентября 2012                          | Вильнюс                                  | Литва                                    | 1:1                                      | -                                        | Отборочный матч к ЧМ-2014                |
| 57                                       | 11 сентября 2012                         | Братислава                               | Лихтенштейн                              | 2:0                                      | -                                        | Отборочный матч к ЧМ-2014                |
| 58                                       | 12 октября 2012                          | Братислава                               | Латвия                                   | 2:1                                      | 1                                        | Отборочный матч к ЧМ-2014                |
| 59                                       | 16 октября 2012                          | Братислава                               | Греция                                   | 0:1                                      | -                                        | Отборочный матч к ЧМ-2014                |
| 60                                       | 14 ноября 2012                           | Оломоуц                                  | Чехия                                    | 0:3                                      | -                                        | Товарищеский матч                        |
| 61                                       | 6 февраля 2013                           | Брюгге                                   | Бельгия                                  | 1:2                                      | -                                        | Товарищеский матч                        |
| 62                                       | 22 марта 2013                            | Жилина                                   | Литва                                    | 1:1                                      | -                                        | Отборочный матч к ЧМ-2014                |
| 63                                       | 26 марта 2013                            | Жилина                                   | Швеция                                   | 0:0                                      | -                                        | Товарищеский матч                        |
| 64                                       | 7 июня 2013                              | Вадуц                                    | Лихтенштейн                              | 1:1                                      | -                                        | Отборочный матч к ЧМ-2014                |
| 65                                       | 14 августа 2013                          | Бухарест                                 | Румынии                                  | 1:1                                      | -                                        | Товарищеский матч                        |
| 66                                       | 6 сентября 2013                          | Зеница                                   | Босния                                   | 0:1                                      | -                                        | Отборочный матч к ЧМ-2014                |
| 67                                       | 10 сентября 2013                         | Жилина                                   | Босния                                   | 1:2                                      | 1                                        | Отборочный матч к ЧМ-2014                |
| 68                                       | 15 ноября 2013                           | Вроцлав                                  | Польша                                   | 0:2                                      | -                                        | Товарищеский матч                        |
| 69                                       | 5 марта 2014                             | Нетанья                                  | Израиль                                  | 3:1                                      | -                                        | Товарищеский матч                        |
| 70                                       | 4 сентября 2014                          | Жилина                                   | Мальта                                   | 1:0                                      | -                                        | Товарищеский матч                        |
| 71                                       | 8 сентября 2014                          | Киев                                     | Украина                                  | 1:0                                      | -                                        | Отборочный матч к ЧЕ-2016                |
| 72                                       | 9 октября 2014                           | Жилина                                   | Испания                                  | 2:1                                      | -                                        | Отборочный матч к ЧЕ-2016                |
| 73                                       | 12 октября 2014                          | Борисов                                  | Беларусь                                 | 3:1                                      | 2                                        | Отборочный матч к ЧЕ-2016                |
| 74                                       | 15 ноября 2014                           | Скопье                                   | Македония                                | 2:0                                      | -                                        | Отборочный матч к ЧЕ-2016                |
| 75                                       | 18 ноября                                | Жилина                                   | Финляндия                                | 2:1                                      | 1                                        | Товарищеский матч                        |
| 76                                       | 27 марта 2015                            | Жилина                                   | Люксембург                               | 3:0                                      | -                                        | Отборочный матч к ЧЕ-2016                |
| 77                                       | 31 марта 2015                            | Жилина                                   | Чехия                                    | 1:0                                      | -                                        | Товарищеский матч                        |
| 78                                       | 14 июня 2015                             | Жилина                                   | Македония                                | 2:1                                      | 1                                        | Отборочный матч к ЧЕ-2016                |
| 79                                       | 5 сентября 2015                          | Овьедо                                   | Испания                                  | 0:2                                      | -                                        | Отборочный матч к ЧЕ-2016                |
| 80                                       | 8 сентября 2015                          | Жилина                                   | Украина                                  | 0:0                                      | -                                        | Отборочный матч к ЧЕ-2016                |
| 81                                       | 9 октября 2015                           | Жилина                                   | Беларусь                                 | 0:1                                      | -                                        | Отборочный матч к ЧЕ-2016                |
| 82                                       | 12 октября 2015                          | Люксембург                               | Люксембург                               | 4:2                                      | 2                                        | Отборочный матч к ЧЕ-2016                |
| 83                                       | 13 ноября 2015                           | Трнава                                   | Швейцария                                | 3:2                                      | -                                        | Товарищеский матч                        |
| 84                                       | 25 марта 2016                            | Трнава                                   | Латвия                                   | 0:0                                      | -                                        | Товарищеский матч                        |
| 85                                       | 29 марта 2016                            | Дублин                                   | Ирландия                                 | 2:2                                      | -                                        | Товарищеский матч                        |
| 86                                       | 29 мая 2016                              | Аугсбург                                 | Германия                                 | 3:1                                      | 1                                        | Товарищеский матч                        |
| 87                                       | 4 июня 2016                              | Трнава                                   | Северная Ирландия                        | 0:0                                      | -                                        | Товарищеский матч                        |
| 88                                       | 11 июня 2016                             | Бордо                                    | Уэльс                                    | 1:2                                      | -                                        | ЧЕ-2016. Групповой этап                  |
| 89                                       | 15 июня 2016                             | Вильнёв-д’Аск                            | Россия                                   | 2:1                                      | 1                                        | ЧЕ-2016. Групповой этап                  |
| 90                                       | 20 июня 2016                             | Сент-Этьен                               | Англия                                   | 0:0                                      | -                                        | ЧЕ-2016. Групповой этап                  |
| 91                                       | 26 июня 2016                             | Вильнёв-д’Аск                            | Германия                                 | 0:3                                      | -                                        | ЧЕ-2016. 1/8 финала                      |
| 92                                       | 4 сентября 2016                          | Трнава                                   | Англия                                   | 0:1                                      | -                                        | Отборочный матч к ЧМ-2018                |
| 93                                       | 8 октября 2016                           | Любляна                                  | Словения                                 | 0:1                                      | -                                        | Отборочный матч к ЧМ-2018                |
| 94                                       | 11 октября 2016                          | Трнава                                   | Шотландия                                | 3:0                                      | -                                        | Отборочный матч к ЧМ-2018                |
| 95                                       | 11 ноября 2016                           | Трнава                                   | Литва                                    | 4:0                                      | 1                                        | Отборочный матч к ЧМ-2018                |
| 96                                       | 26 марта 2017                            | Аттард                                   | Мальта                                   | 3:1                                      | -                                        | Отборочный матч к ЧМ-2018                |
| 97                                       | 10 июня 2017                             | Вильнюс                                  | Литва                                    | 2:1                                      | 1                                        | Отборочный матч к ЧМ-2018                |
| 98                                       | 1 сентября 2017                          | Трнава                                   | Словения                                 | 1:0                                      | -                                        | Отборочный матч к ЧМ-2018                |
| 99                                       | 4 сентября 2017                          | Лондон                                   | Англия                                   | 1:2                                      | -                                        | Отборочный матч к ЧМ-2018                |
| 100                                      | 5 октября 2017                           | Глазго                                   | Шотландия                                | 0:1                                      | -                                        | Отборочный матч к ЧМ-2018                |
| 101                                      | 8 октября 2017                           | Трнава                                   | Мальта                                   | 3:0                                      | -                                        | Отборочный матч к ЧМ-2018                |
| 102                                      | 10 ноября 2017                           | Львов                                    | Украина                                  | 1:2                                      | -                                        | Товарищеский матч                        |
| 103                                      | 14 ноября 2017                           | Трнава                                   | Норвегия                                 | 1:0                                      | -                                        | Товарищеский матч                        |
| 104                                      | 31 мая 2018                              | Трнава                                   | Нидерланды                               | 1:1                                      | -                                        | Товарищеский матч                        |
| 105                                      | 4 июня 2018                              | Ланси                                    | Марокко                                  | 1:2                                      | -                                        | Товарищеский матч                        |
| 106                                      | 5 сентября 2018                          | Трнава                                   | Дания                                    | 3:0                                      | -                                        | Товарищеский матч                        |
| 107                                      | 9 сентября 2018                          | Львов                                    | Украина                                  | 0:1                                      | -                                        | Лига наций УЕФА 2018/19. Групповой этап  |
| 108                                      | 13 октября 2018                          | Трнава                                   | Чехия                                    | 1:2                                      | 1                                        | Лига наций УЕФА 2018/19. Групповой этап  |
| 109                                      | 16 октября 2018                          | Сольна                                   | Швеция                                   | 1:1                                      | -                                        | Товарищеский матч                        |
| 110                                      | 16 ноября 2018                           | Трнава                                   | Украина                                  | 4:1                                      | -                                        | Лига наций УЕФА 2018/19. Групповой этап  |
| 111                                      | 19 ноября 2018                           | Прага                                    | Чехия                                    | 0:1                                      | -                                        | Лига наций УЕФА 2018/19. Групповой этап  |
| 112                                      | 21 марта 2019                            | Трнава                                   | Венгрия                                  | 2:0                                      | -                                        | Отборочный матч к ЧЕ-2020                |
| 113                                      | 24 марта 2019                            | Кардифф                                  | Уэльс                                    | 0:1                                      | -                                        | Отборочный матч к ЧЕ-2020                |
| 114                                      | 11 июня 2019                             | Баку                                     | Уэльс                                    | 5:1                                      | 2                                        | Отборочный матч к ЧЕ-2020                |
| 115                                      | 6 сентября 2019                          | Трнава                                   | Хорватия                                 | 0:4                                      | -                                        | Отборочный матч к ЧЕ-2020                |
| 116                                      | 9 сентября 2019                          | Будапешт                                 | Венгрия                                  | 2:1                                      | -                                        | Отборочный матч к ЧЕ-2020                |
| 117                                      | 10 октября 2019                          | Трнава                                   | Уэльс                                    | 1:1                                      | -                                        | Отборочный матч к ЧЕ-2020                |
| 118                                      | 13 октября 2019                          | Братислава                               | Парагвай                                 | 1:1                                      | -                                        | Товарищеский матч                        |
| 119                                      | 16 ноября 2019                           | Риека                                    | Хорватия                                 | 1:3                                      | -                                        | Отборочный матч к ЧЕ-2020                |
| 120                                      | 19 ноября 2019                           | Трнава                                   | Азербайджан                              | 2:0                                      | 1                                        | Отборочный матч к ЧЕ-2020                |
| 121                                      | 8 октября 2020                           | Братислава                               | Ирландия                                 | 0:0                                      | -                                        | Отборочный матч к ЧЕ-2020                |
| 122                                      | 11 октября 2020                          | Глазго                                   | Шотландия                                | 0:1                                      | -                                        | Лига наций УЕФА 2020/21. Групповой этап  |
| 123                                      | 14 октября 2020                          | Трнава                                   | Израиль                                  | 2:3                                      | 1                                        | Лига наций УЕФА 2020/21. Групповой этап  |
| 124                                      | 12 ноября 2020                           | Белфаст                                  | Северная Ирландия                        | 2:1                                      | -                                        | Отборочный матч к ЧЕ-2020                |
| 125                                      | 15 ноября 2020                           | Трнава                                   | Шотландия                                | 1:0                                      | -                                        | Лига наций УЕФА 2020/21. Групповой этап  |
| 126                                      | 18 ноября 2020                           | Пльзень                                  | Чехия                                    | 0:2                                      | -                                        | Лига наций УЕФА 2020/21. Групповой этап  |

Итого: 126 матчей / 26 голов; 51 победа, 26 ничьих, 49 поражений.

## Достижения

### Командные
«Наполи»
- Обладатель Кубка Италии (2): 2011/12, 2013/14
- Обладатель Суперкубка Италии: 2014

«Трабзонспор»
- Чемпион Турции: 2021/22

### Личные
- Футболист года в Словакии (8): 2009, 2010, 2013, 2014, 2015, 2016, 2017, 2018
- Молодой футболист года в Словакии (Приз Петера Дубовского) (2): 2007, 2008
- Лучший молодой футболист года в Италии: 2008[147]
- Входит в символическую сборную года в Серии А (3): 2010/11, 2015/16, 2016/17
- Входит в символическую сборную сезона в Лиге Европы: 2014/15[148]

### Рекорды
- Рекордсмен по матчам за «Наполи»: 520 игр[149]
- Рекордсмен по матчам за сборную Словакии: 126 игр[150]
- Рекордсмен по голам за сборную Словакии: 26 голов[150]